# 埃厄忒斯
埃厄忒斯（希臘語：Αιήτης）是希腊神话中的人物，太陽神赫利俄斯與佩爾瑟之子，科爾喀斯國王。

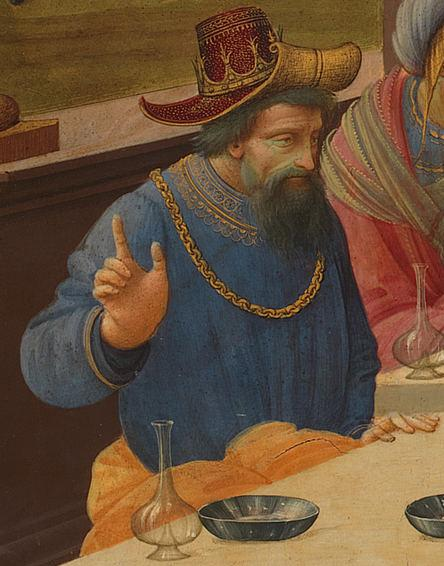
埃厄忒斯

在阿爾戈英雄故事中，伊阿宋前來索求金羊毛。埃厄忒斯同意將金羊毛給他，條件是他必須將龍之牙種進土裡。當伊阿宋照做後，地上立刻長出數名地生人準備攻擊伊阿宋。機智的伊阿宋將一顆石頭丟進地生人之中，困惑的地生人開始互相殘殺，而伊阿宋帶著金羊毛與美狄亞一同逃跑。埃厄忒斯派出兒子阿布绪尔托斯追殺他，但被美狄亞殺死。